# Mr. Jarr Visits His Home Town
Mr. Jarr Visits His Home Town è un cortometraggio muto del 1915 diretto da Harry Davenport.
Ottavo capitolo della serie Vitagraph dedicata alle avventure comiche della famiglia Jarr.

## Produzione
Il film fu prodotto dalla Vitagraph Company of America.

## Distribuzione
Distribuito dalla General Film Company, il film – un cortometraggio in una bobina – uscì nelle sale cinematografiche statunitensi il 24 maggio 1915.